# Messy Little Raindrops
Messy Little Raindrops es el segundo álbum de estudio como solista de la cantante británica Cheryl Cole. Lanzado el 1 de noviembre de 2010 por 'Fascination Records'. El primer sencillo de este disco se titula 'Promise This'

## Listado de canciones
| N.º | Título                                  | Escritor(es)                                                                    | Productor(es)                                      | Duración |  |
| 1.  | «Promise This»                          | Priscilla Hamilton, Wayne Wilkins, Christopher Jackson                          | Wayne Wilkins                                      | 3:24     |  |
| 2.  | «Yeah Yeah» (featuring Travie McCoy)    | Fin Dow-Smith, Wayne Hector, Travis McCoy                                       | Starsmith                                          | 3:16     |  |
| 3.  | «Live Tonight»                          | William Adams, Cheryl Cole                                                      | will.i.am                                          | 3:30     |  |
| 4.  | «The Flood»                             | Hamilton, Wilkins                                                               | Wayne Wilkins, Antwoine "T-Wiz" Collins            | 3:57     |  |
| 5.  | «Amnesia»                               | Steve Kipner, Wilkins, Tamyra Savage                                            | Wayne Wilkins, Steve Kipner                        | 3:43     |  |
| 6.  | «Everyone» (featuring Dizzee Rascal)    | Andre Merritt, Wilkins, Antwoine Collins, Dylan Mills                           | Wayne Wilkins, Antwoine "T-Wiz" Collins            | 3:59     |  |
| 7.  | «Raindrops»                             | Jean-Baptiste, Hamilton, Alain Whyte, Michael McHenry, Nick Marsh, Ryan Buendia | Free School                                        | 3:31     |  |
| 8.  | «Hummingbird»                           | Alexander Shuckburgh, Hamilton                                                  | Shux                                               | 3:12     |  |
| 9.  | «Better to Lie» (featuring August Rigo) | Jonathan Rotem, August Rigo                                                     | J. R. Rotem                                        | 3:29     |  |
| 10. | «Let's Get Down» (featuring Will.i.am)  | Adams, Cole                                                                     | will.i.am                                          | 3:51     |  |
| 11. | «Happy Tears»                           | Nasri Atweh, Wilkins, Collins                                                   | Wayne Wilkins, Antwoine "T-Wiz" Collins, RIch King | 3:54     |  |
| 12. | «Waiting»                               | Baptiste, McHenry, Marsh, Buendia, Kelis Rogers                                 | Free School                                        | 4:09     |  |